# Garz (powiat Vorpommern-Greifswald)
Garz (pol. Gardziec) – gmina w Niemczech w kraju związkowym Meklemburgia-Pomorze Przednie, w powiecie Vorpommern-Greifswald, wchodzi w skład Związku Gmin Usedom-Süd. Leży nad Zalewem Szczecińskim, graniczy ze Świnoujściem.
Na terenie gminy znajduje się wschodnia część regionalnego portu lotniczego Heringsdorf. Przez kilka miesięcy w 2007 działało tu drogowe przejście graniczne Garz - Świnoujście, zastrzeżone dla ruchu samochodowego.  Dozwolony był ruch osobowy (pieszy/rowerowy) oraz autobusowy. Po wejściu Polski do Układu z Schengen 21 grudnia 2007, usunięto również zastrzeżenia dla ruchu samochodowego.

## Toponimia
Nazwa pochodzenia słowiańskiego, od gard „gród”. Na powojennych mapach miejscowość występowała pod wariantową polską nazwą Gardziszcze.

## Komunikacja
Przez teren gminy przebiega droga krajowa B110.

## Kościół w Garzu
Głównym zabytkiem wsi jest kościół Marii Magdaleny, wzniesiony w XIII wieku, otoczony nieużytkowanym obecnie cmentarzem.

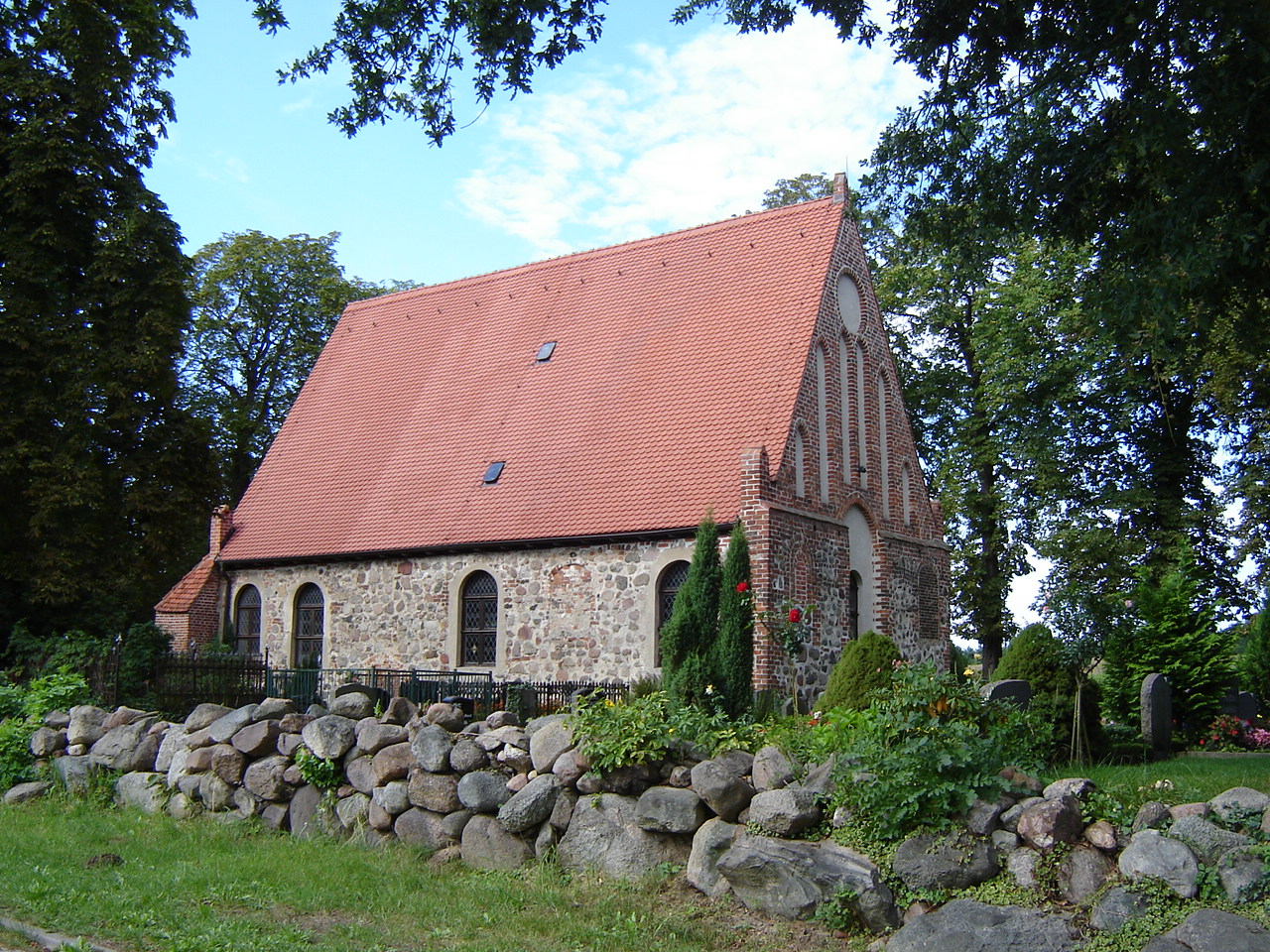
Kościół w Garzu